# Middlemarch (Roman)

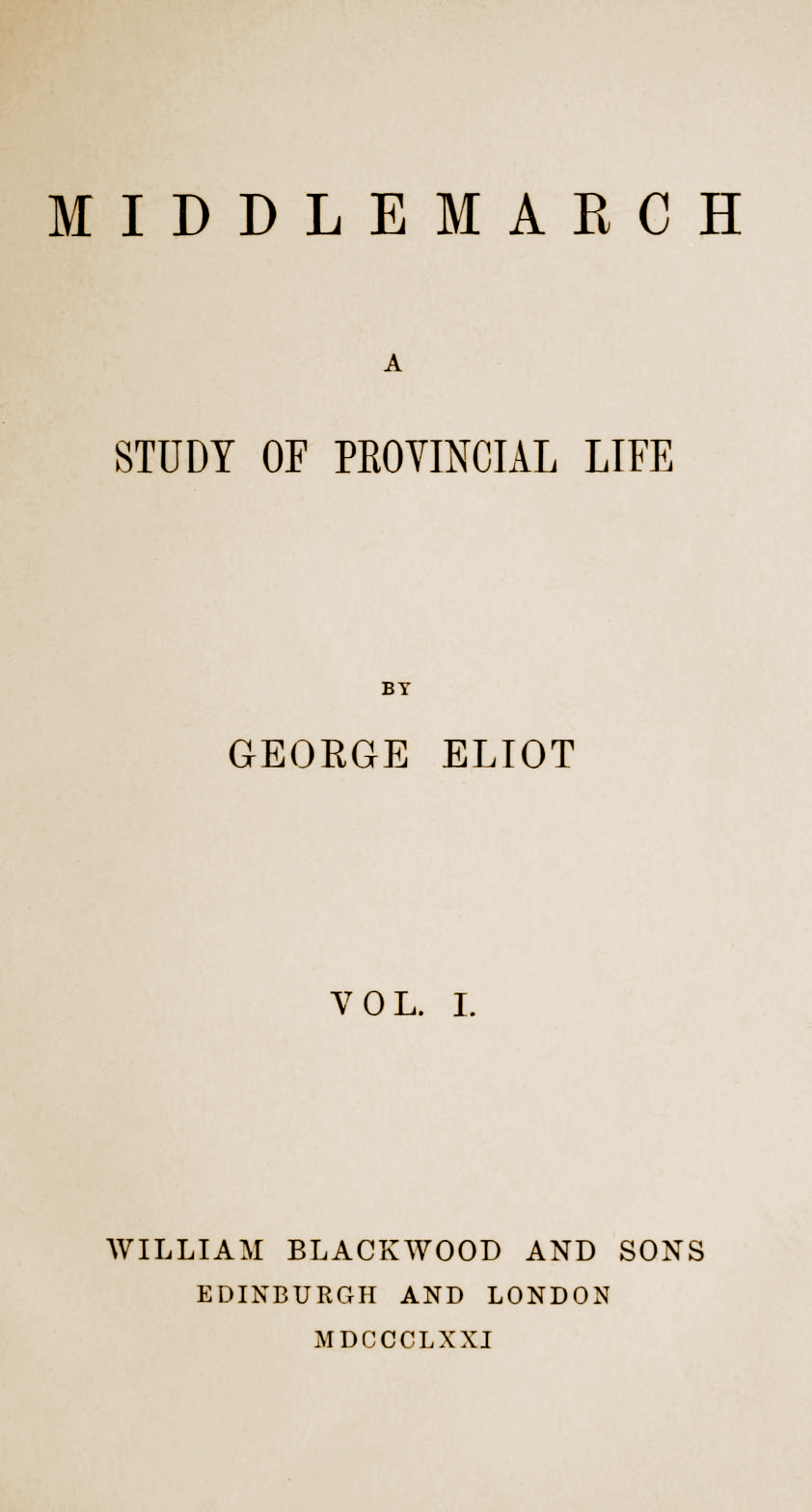
Middlemarch, 1871

Middlemarch. Eine Studie über das Leben in der Provinz (OT: Middlemarch. A study of provincial life) ist der Titel eines 1871 und 1872 zunächst in zweimonatigen bzw. monatlichen Lieferungen und dann im selben Jahr als Buch publizierten Romans von George Eliot, einem Pseudonym der Schriftstellerin Mary Ann Evans. Ihr Hauptwerk wurde in vielen Auszeichnungen (s. u.) der Weltliteratur zugeordnet. In ihrer umfangreichen Erzählung beschreibt die Autorin Ausschnitte aus dem sozialen Leben der fiktiven englischen Provinzstadt Middlemarch um 1830. Im Mittelpunkt stehen die Beziehungen zwischen Frauen und Männern, die sich in der Anbahnung von Ehen entwickeln und im Ehealltag bewähren oder scheitern. Wegen dieser Thematik wird in der Literaturwissenschaft die Zuordnung Eliots zum frühen Feminismus diskutiert. Die erste von mehreren deutschen Übersetzungen (s. u.) von Emil Lehmann erschien 1872/73.

## Inhalt

### Übersicht
Die Handlung spielt zwischen 1829 und 1832 vorwiegend in der fiktiven mittelenglischen Kleinstadt Middlemarch, im Dorf Lowick, auf Landgütern mit den Herrenhäusern der Großgrundbesitzer Tipton Grange, Stone Court, Freshitt Hall, Lowick Manor und in den von armen Pächtern bewohnten Weilern.
In den acht Büchern des Romans wechseln vier im Wesentlichen zeitlich parallel zueinander verlaufende Beziehungsgeschichten miteinander ab:
- Dorothea Brooke und Edward Casaubon bzw. Will Ladislaw,
- Tertius Lydgate und Rosamond Vincy,
- Fred Vincy und Mary Garth,
- Nicholas Bulstrode und Julia Casaubon-Dunkirk (Vorgeschichte) bzw. Harriet Vincy.

### Präludium
Vom Beispiel der Teresa von Ávila aus postuliert die Erzählerin, dass hin und wieder die „Herzschläge und Seufzer“ einer Frau „der Sehnsucht nach dem unerreichbaren Guten gelten, sich verlieren und sich zwischen Hindernissen verstreuen, statt ihre Kräfte in einer eindrucksvollen Handlung zu bündeln.“ Im Finale wird diese Thematik, auf die Entwicklung Dorotheas bezogen, wieder aufgegriffen.

### Erstes BuchMiss Brooke
Im ersten Buch und zu Beginn des zweiten werden die Hauptpersonen eingeführt und ihre Lokalitäten beschrieben.
- Dorothea Brooke, die weibliche Hauptfigur des Romans, lebt nach einem Internatsbesuch in der Schweiz seit einem Jahr mit ihrer jüngeren Schwester Celia als Mündel ihres Onkels Arthur Brooke in seinem Herrenhaus Tipton Granche (Kap. 1 ff.). Die 19-Jährige ist, im Unterschied zu Celia, eine geistig-religiös interessierte, teilweise realitätsferne junge Frau und setzt sich idealistisch für Sozialprojekte ein, z. B. hat sie eine Kinderschule gegründet und plant neue hygienische Häuser für die Kleinbauern. Sie wird wegen ihrer in der Provinz ungewöhnlichen Persönlichkeit vom benachbarten, auf Freshitt Hall wohnenden Baronet Sir James Chettam umworben, einem Mann in ihrem Alter. Sie entscheidet sich jedoch für Reverend Edward Casaubon ('|k|æ|z|ə|b|ɑ:|n), einen in seinem Wesenskern egozentrischen, in seiner Forschung für sein geplantes Buch The Key to All Mythologie eingesponnen 45-jährigen Gelehrten (Kap. 29), an dessen einsamem wissenschaftlichem Leben auf seinem Gut in Lowick sie teilhaben möchte und von dem sie sich eine höhere Bildung erhofft (Kap. 4). Chettam überwindet schnell seine Enttäuschung und umwirbt Celia. Als Dorothea Ende Dezember von ihrer Hochzeitsreise zurückkehrt, sind die beiden verlobt.

Die Figuren der drei anderen Handlungsstränge sind durch komplexe Verschwägerungsreihen des Ehepaars Vincy mit Featherstone und Garth einerseits und Bulstrode andererseits verbunden.
- Fred Vincy ist der älteste Sohn des Kaufmanns und Bürgermeisters von Middlemarch. Die Familie hat kein großes Vermögen, feiert jedoch gern und bewirtet ihre Gäste großzügig. Ihr sorgloser Umgang mit Geld und ihr anspruchsvoller Lebensstil überträgt sich auf die Kinder. Fred hat aus Desinteresse sein Theologiestudium abgebrochen und lebt, von der Mutter verwöhnt, bei seinen Eltern in den Tag hinein (Kap. 11). Er hat sich leichtsinnig verschuldet und bemüht sich um keine Ausbildung und Arbeit, weil er auf das Erbe seines angeblich kinderlosen[8] Onkels Peter Featherstone in Stone Court spekuliert. Er ist in Mary Gath, eine Freundin aus ihrer Kinderzeit, verliebt, die er oft bei seinen Besuchen des kranken Onkels sieht, bei dem sie als Haushälterin angestellt ist.
- Rosamond Vincy, Freds attraktive blonde 22-jährige Schwester, ist „nach allgemeiner Meinung […] eine selten anzutreffende Mischung aus Schönheit, Klugheit und Liebenswürdigkeit“.[9] Sie hat märchenhafte Träume und über die Provinz hinausreichende Lebensansprüche. Als sie von der adligen Familie des seit Kurzem in der Stadt praktizierenden Arzt Tertius Lydgate und von seinen Studien in Edinburgh und Paris erfährt (Kap. 11, 16), sieht sie in ihm die Möglichkeit eines gesellschaftlichen Aufstiegs. Sie organisiert eine Begegnung mit ihm im Haus ihres Onkels Featherstone, der von Lydgate behandelt wird. Er gefällt ihr, sie lenkt sein Interesse auf sich und findet Gegenliebe.

### Zweites BuchAlt und jung
- Dorotheas und Casaubons Flitterwochen im Dezember 1829 in Rom führen zu den ersten Enttäuschungen. Während der Gelehrte in der Vatikanischen Bibliothek für sein Buch recherchiert, organisiert er für Dorothea ein Besichtigungsprogramm der Highlights der Stadt mit einem Fremdenführer (Kap. 19). Sie würde sich gern mit ihrem Mann über ihre Eindrücke austauschen, doch für ihn sind seine früheren Rom-Erlebnisse zu trockenem Reiseführerwissen erstarrt, und so durchstreift sie wie in einem Bildungspflichtprogramm die Museen und historischen Ruinen ohne emotionalen Bezug zu ihrer Gegenwart. Als sie die Unzufriedenheit Casaubons mit seinen Untersuchungen bemerkt und ihm vorschlägt, seine umfangreichen Notizen über immer neue Details auf ihre Brauchbarkeit für sein großes philosophisches Werk zu überprüfen und zu sortieren, bevor sie sie kopiert, berührt sie seinen wunden Punkt: Er hat längst den Überblick über sein Forschungsziel verloren und wirkt erschöpft, doch kann er sich nicht aus seiner Sammelmanie lösen und sieht ihr Hilfsangebot als Eingriff einer Unwissenden, die kein Verständnis für die mühevollen Tiefen seiner intellektuellen Arbeit hat, in sein Werk.

- In dieser Situation begegnet ihr Will Ladislaw, Casaubons junger Verwandter, der sich zur Ausbildung bei einem deutschen Maler in Rom aufhält (Kap. 21). Sie besuchen zusammen das Atelier des Künstlers Naumann, der Dorothea und Casaubon porträtiert, und sie würde ihn gern als gleichaltrigen Freund in ihr Leben einbeziehen. Ladislaw fühlt sich zu Dorothea hingezogen, hat eine Aversion gegen den Onkel und will seinen Plan, Maler zu werden, aufgeben und in England ein von der finanziellen Unterstützung Casaubons unabhängiges Leben beginnen. Dieser spürt die Rivalität des jungen Mannes und will keine weitere Beziehung zu ihm.

- Dem 27-jährigen Lydgate gefällt Rosamond Vincy, aber er kann von seiner adligen Familie kein Erbe erwarten und muss sich erst als Arzt und Forscher Anerkennung verschaffen, bevor er das Einkommen hat, für eine Familie zu sorgen (Kap. 12, 16). Er sieht in seinem Beruf die Möglichkeit, das Leben der Menschen durch seine Vorstellung von Medizin auf wissenschaftlicher Grundlage zu verbessern. Er weiß jedoch, dass seine Pläne in einer Provinzstadt nicht leicht umzusetzen sind, weil sie auf den Widerstand der etablierten Ärzte stoßen (Kap. 15). Deshalb sucht er die Unterstützung des frommen Methodisten und Bankiers Nicholas Bulstrode, der ihn als Leiter seines neuen Hospitals einstellen will, an dem Lydgate Infektionskrankheiten untersuchen könnte.

### Drittes BuchWarten auf den Tod
- Nach ihrer Rückkehr aus Rom ist Dorothea ernüchtert. Auch Casaubon merkt, dass er nicht seine hohen Erwartungen an sich als Forscher und Ehemann gleichzeitig erfüllen kann (Kap.30) und projiziert seine Unzufriedenheit auf Unterhaltungsansprüche seiner Frau. Sie weist seinen Vorwurf als ungerecht zurück, denn ihr einziger Wunsch sei, ihren Mann bei seiner Arbeit zu unterstützen und daran teilzuhaben. Zu diesem Zeitpunkt, im März 1830, fragt Will Ladislaw das Ehepaar in einem Brief, ob er sie in Lowick Manor besuchen darf. Casaubon lehnt dies ab. Kurz darauf bricht er zusammen und Lydgate diagnostiziert einen Herzanfall als Folge permanenter geistiger Überforderung und mahnt zur Reduzierung der Arbeit. Dorothea bittet ihren Onkel, Ladislaw die Ablehnung mitzuteilen. Dieser nutzt jedoch diese Situation für die Vorbereitung seiner Kandidatur als Abgeordneter gegen die von den anderen Gutsbesitzern unterstützen Torys und stellt Ladislaw als seinen Sekretär und Herausgeber der von ihm erworbenen liberal-fortschrittlichen Zeitung Pioneer ein. Hintergrund ist die Diskussion über die Reformpolitik Russels. Der neue Redakteur soll das Blatt als Gegengewicht zum konservativen Trumpet aufbauen, allerdings tritt Brooke als unabhängiger Kandidat und gemäßigter Reformer auf und wirbt um die Unterstützung der Whigs-Anhänger. Casaubon ist über Wills Entscheidung, in Middlemarch zu bleiben, verstimmt und vermutet hinter der Initiative Brookes einen Plan seiner Frau, um Ladislaw in ihrer Nähe zu halten (Kap. 34).

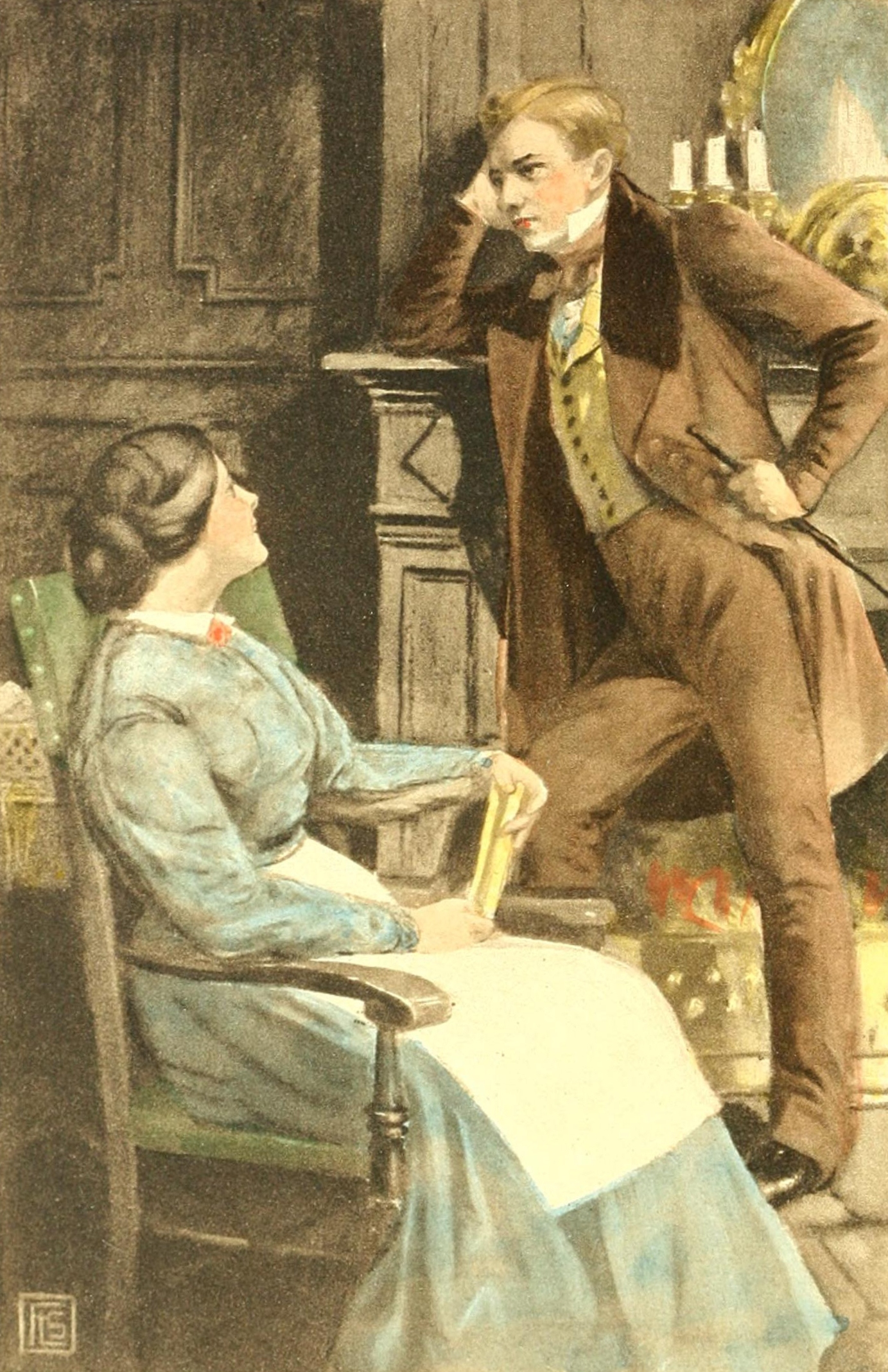
Mary Garth und Fred Vincy

- Fred hat sich durch leichtsinnige Ausgaben hoch verschuldet und naiv gehofft, dass sich die Angelegenheit, wie es bisher, irgendwie regeln werde (Kap. 12). Da er keine Unterstützer findet und nicht erwarten kann, dass sein mit seinem Schlendrian unzufriedener Vater ihm das Geld gibt, sucht er seine letzte Zuflucht in dem alten Freund der Familie und Vater Marys, dem gutmütigen Caleb Gath. Obwohl der Landvermesser, Bodenkundler, Prospektor und Baumeister mit seinen Erfahrungen in der Landwirtschaft durch geschäftliche Misserfolge verarmt ist, lässt er sich überreden, die Bürgschaft zu übernehmen, auch weil er von der Freundschaft zu seiner Tochter weiß. Nach einem letzten missglückten Rettungsversuch beim Pferdehandel (Kap. 23) kann Fred die erforderliche Summe Gath nicht zum festgelegten Temin zurückgeben und dessen Frau und Tochter müssen mit ihren schwer verdienten Ersparnissen den Schuldschein lösen (Kap. 24). Mary ist von Fred tief enttäuscht und will nur mit einem Mann eine Beziehung eingehen, der für sich selbst sorgen kann und sich nicht auf die Unterstützung anderer verlässt.

Bei seinem Pferdehandel hat sich Fred mit Fleckfieber angesteckt und wird von Lydgate, der dies sofort erkannt hat und eine Quarantäne anordnet, anstelle des Hausarztes Wrench behandelt. Dadurch verschärft sich seine Rivalität zu den alten Hausärzten, aber sein Ansehen als Arzt in der Bevölkerung steigt (Kap. 26).
Featherstones Krankheit verschlechtert sich und seine zahlreichen Verwandten warten auf seinen Tod und seine Erbschaft. Einige quartieren sich in Stone Court ein, um sich gegenseitig zu überwachen. In der Nacht vor seinem Tod befiehlt er Mary, die letzte Fassung seiner beiden hinterlegten Testamente zu vernichten. Sie weigert sich, dies ohne seine Verwandten oder einen Anwalt zu tun, mit der Begründung, sie könne „es nicht zulassen, dass das Ende [seines] Lebens den Beginn [ihres] Lebens besudelt“. Dadurch wird überraschend der plötzlich aufgetauchte uneheliche Sohn Joshua Rigg Alleinerbe, während in der vorletzten Fassung auch die Verwandten mit kleinen Geldbeträgen und Fred mit zehntausend Pfund bedacht sind (Kap. 35). Rigg lässt sich im Gegensatz zu den Erwartungen seines Vaters nicht in Stone Court nieder, sondern verkauft das Gut an den Bankier Bulstrode (Kap. 53).
- Durch Lydgates Arztbesuche bei den Vincys sieht er oft Rosamond. Die beiden werden miteinander vertraut und flirten in der Gesellschaft miteinander. Bald wird in der Stadt von einer Verlobung gemunkelt und Rosamonds Tante Harriet Bulstrode redet Lydgate ins Gewissen, ihre Nichte nicht zu kompromittieren und ihre Heiratschancen zu verderben. Darauf zieht er sich zuerst zurück, entschließt sich aber nach kurzer Besinnungszeit zu einer Liebeserklärung. Sie verloben sich (Kap. 31) und heiraten bald darauf gegen die Bedenken ihrer Eltern. Diese können keine Mitgift zahlen und hoffen nach der Enttäuschung über die entgangene Erbschaft auf einen reichen Schwiegersohn, doch Rosamond ist volljährig und hält zu Lydgate. Sie heiraten im Sommer 1830 und ziehen nach der Rückkehr von ihrer Hochzeitsreise in ein gemietetes Haus ein, dessen Ausstattung mit Krediten finanziert wird, ebenso die Anschaffung einer Kutsche mit Pferden. Lydgate behandelt einige wohlhabende Patienten, wird Leiter des von Bulstrode gebauten „Fieberhospitals“ und hofft auf eine prosperierende Praxis (Kap. 45).

### Viertes BuchDrei Liebesfragen
- Casaubon ist eifersüchtig auf Ladislaw, versucht ihn aus seiner Nähe zu entfernen und fordert ihn auf, die für seine Familientradition unwürdige niedrige Anstellung beim Middlemarcher Pioneer zu beenden. Als dieser ablehnt, ändert er sein Testament. Anlass dafür ist Dorotheas Mitleid mit Wills, ihrer Meinung nach, wegen einer Mesalliance zu Unrecht enterbten Großmutter Julia, Casaubons Tante. Dorothea will auf einen Teil des ihr im Testament festgelegten Betrages zu Gunsten Ladislaws verzichten (Kap. 37). Casaubon weist diese Bitte als Einmischung in seine Familienangelegenheiten zurück, vermutet hinter ihrer Fürsorge eine versteckte Zuneigung und fürchtet, dass Will und Dorothea auf seinen Tod warten könnten, um dann zu heiraten. In seiner Egozentrik steigert er sich in diesen Gedanken hinein. Er hat erfahren, dass seine Frau sich ihm nicht kritiklos unterordnet, sondern eine eigenständige Persönlichkeit ist, und sieht in der Besorgtheit seiner Frau um seine Gesundheit und ihrer Warnung vor geistiger Überanstrengung eine Reaktion auf ihr unbewusstes verdrängtes Schuldgefühl. Da er sich jedoch in seinem Selbstbildnis des souveränen Geistes keine Eifersuchtsregungen eingestehen kann, sucht er nach einem Vorwand, um eine Ehe der beiden zu verhindern: Er gibt vor, aus seiner Verantwortungspflicht die naive idealistische Dorothea vor der Ausnutzung durch den sich bei ihr einschmeichelnden Verführer zu bewahren, indem er sie enterbt, sollte sie Will heiraten (Kap. 42). Will weiß nichts vom Testament und liebt Dorothea platonisch. Bei den wenigen kurzen Begegnungen merkt er, dass ihr diese Situationen unangenehm sind und sie den Zorn ihres Mannes fürchtet. Andererseits will er sich nicht aus der Nähe ihres Wohnortes lösen und leidet unter dieser Zwangslage (Kap. 47).
- Fred hat Schuldgefühle Marys Familie gegenüber und entschließt sie zum Abschluss seines Theologiestudiums, obwohl er kein Pfarrer werden möchte. Mary ist in einem Gewissenskonflikt, durch ihre Weigerung, das letzte Testament zu verbrennen, Fred um ein kleines Vermögen gebracht und ihrer Familie finanziell geschadet zu haben. Ihre Eltern machen ihr jedoch, als sie ihnen den Vorfall beichtet, keine Vorwürfe und der Pfarrer Farebrother verliebt sich in sie, als er von ihrer moralischen Integrität erfährt. Um ihre Familie zu unterstützen, will sie als Lehrerin arbeiten. Dazu kommt es jedoch nicht, weil sich überraschend die berufliche Situation Garths ändert: Baronet Chettam und Brooke stellen ihn als Verwalter ihrer Güter Freshitt und Tipton ein (Kap. 40). Hintergrund ist die Diskussion der beiden Gutsherren (Kap. 38) über Brookes vernachlässigte Pächterhäuser und seine veraltete Wirtschaftsweise. Garth soll die Pachtverträge überprüfen, neue Fruchtfolgen und effektivere Anbaumethoden einführen und die Betriebe sanieren. Da er durch die neue Stelle gut verdient, kann Mary bei ihrer Familie bleiben und ihre Mutter und die Geschwister unterstützen.

### Fünftes BuchDie tote Hand

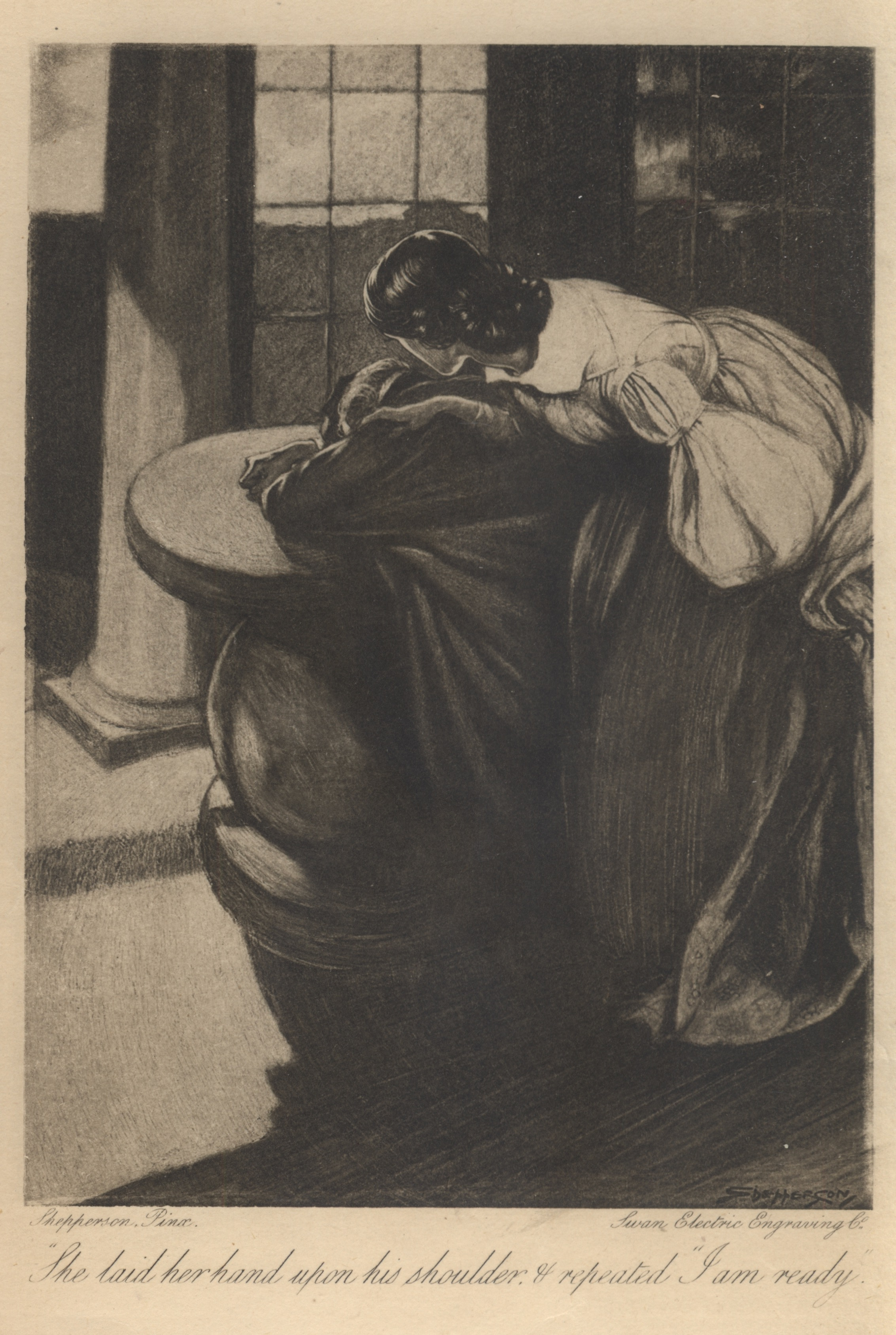
Dorothea findet den toten Casaubon. Illustration von Claude Allin Shepperson

- Casaubon stirbt nach ca. zweijähriger Ehe (Kap. 48). Er hat noch versucht, mit Dorotheas Hilfe seine Unterlagen nach Prioritäten zu sortieren und einen Tag vor seinem Tod von seiner Frau eine Zusicherung zu bekommen, alle seine Wünsche zu erfüllen. Da er ihr nicht den Inhalt verrät, bittet sie um Bedenkzeit. Sie befürchtet, dass er sie zur Weiterführung seiner Forschung und der Herausgabe seiner Schriften verpflichten will, was für sie die vielleicht lebenslange Gefangenschaft in seinem wissenschaftlichen Labyrinth bedeuten würde, dessen Sinn ihr verschlossen ist. Am nächsten Morgen will sie aus Mitleid mit ihm und aus Angst vor seiner Reaktion auf ihre Ablehnung seinem Wunsch zustimmen. Sie kann ihm dies aber nicht mehr sagen. Beim Anblick des Toten bricht sie zusammen und muss gepflegt werden.

Nachdem bei der Testamentseröffnung das Kodizill Casaubons bekannt wird, sind Brooke und Chattem über Dorotheas Ruf in der Öffentlichkeit besorgt, fürchten einen Skandal und beraten über die Schadensbegrenzung: Dorothea soll zuerst nicht zu ihrem Onkel ziehen, wo sie dessen Sekretär Ladislaw begegnen würde, sondern zu ihrer Schwester Celia, um sich dort durch die Beschäftigung mit deren Baby ablenken zu lassen (Kap. 49).
- Ladislaw bemerkt, ohne etwas von dem Testamentzusatz zu wissen, die Distanzierung von Dorotheas Verwandten ihm gegenüber. Zu einer weiteren Entfremdung kommt es nach Brookes missglückter Wahlrede im Mai 1831 auf dem Balkon des White Hare auf dem Marktplatz der Stadt, die von seinen Gegnern durch das Echo seiner Floskeln durch einen Bauchredner verspottet wird. Darauf zieht er auf Anraten des ihn unterstützenden Komitees seine Kandidatur zurück, verkauft den Pioneer an Bulstrode, entlässt Ladislaw aus seinen Diensten als Sekretär und empfiehlt ihm, mit der Begründung, er sei zu höheren Aufgaben berufen, sich mit seinen Empfehlungsschreiben in London eine Anstellung zu suchen. Dann reist er zur Erholung nach Rom (Kap. 51). Ladislaw lehnt Brookes Hilfe ab und will zuerst in Middlemarch in Dorotheas Nähe bleiben.
- Fred kehrt im Juni nach dem Abschluss seines Theologiestudium vom College nach Middlemarch zurück, aber er will die Entscheidung über seine Berufswahl Mary überlassen. Er bittet Farebrother, ironischerweise seinen geheimen Rivalen, bei dem er als Hilfspfarrer arbeiten könnte, mit Mary über seine Heiratsaussichten bei ihr zu reden. Diese lehnt es ab, seine Pfarrersfrau zu werden, schließt aber eine Ehe mit ihm, wenn er in einem anderen Beruf erfolgreich ist, nicht aus (Kap. 52).
- Während Lydgates und Rosamonds Beziehung glücklich verläuft, im Frühjahr 1831 ist sie schwanger, und er die Leitung von Bulstrodes „Fieberhospital“ mit der Erforschung von Infektionskrankheiten verbinden kann, wird er wegen seiner Untersuchungsmethoden, v. a. der Sektionen, von religiösen Gruppen angefeindet und wegen seiner medizinischen Reformen von konservativen Kreisen misstrauisch beobachtet. Einige seiner Patienten feiern ihn als Wunderheiler, für seine Gegner ist er ein Scharlatan. Die Haus- und Fachärzte unterstützen diese Stimmung, weil ihnen der zurückhaltende Einsatz von Arzneien nicht gefällt. Dazu kommt die Unbeliebtheit seines Arbeitgebers Bulstrode in der Stadt und die Reserviertheit der Bevölkerung Neubürgern gegenüber (Kap. 45).

### Sechstes BuchDie Witwe und die Ehefrau
Im sechsten und siebten Kapitel kommt es zum Wendepunkt im Schicksal der Protagonisten. Mit dem Auftauchen John Raffles in Middlemarch wendet sich der Handlungsablauf des Romans. Als er seinen Stiefsohn Rigg auf seinem geerbten Gut besuchen will, begegnet er dem neuen Besitzer Bulstrode, den er wegen dessen zwielichtigen Vergangenheit erpresst (Kap. 53). Die für den Handlungsverlauf relevante Vorgeschichte wird im 61. Kapitel enthüllt:
- Nicholas Bulstrode arbeitet als junger Bankangestellter in London. Als Mitglied und Prediger in einer calvinistischen Glaubensgemeinschaft befreundet er sich mit dem Geschäftsmann Dunkirk und seiner Frau Julia, die in einer herrschaftlichen Villa im Stadtteil Highbury leben und ihn wegen seiner Frömmigkeit schätzen. Er wird Dunkirks Buchhalter und erfährt dadurch, dass der Reichtum seines Chefs durch illegale Transaktionen, z. B. durch die Annahme und den Verkauf von Diebesgut, in seinem Pfandleihhaus zustande kam. Nach dem Tod des Prinzipals führt er als Vertrauter der Frau die Geschäfte weiter und sie beabsichtigen zu heiraten. Zur Aufsetzung ihres Testaments beauftragt sie ihn, ihre Tochter Sara zu suchen, die wegen der zwielichtigen Geschäfte des Vaters den Kontakt mit der Familie abgebrochen und den polnischen Einwanderer Ladislaw geheiratet hat und untergetaucht ist. Der Agent John Raffle spürt sie auf, doch Bulstrode sagt Mrs. Dunkirk, ihre Tochter sei gestorben. Sie heiraten und nach ihrem Tod fünf Jahre später erbt er ihr Vermögen. Er führt noch 13 Jahre das Geschäft weiter und verlagert nach und nach das Kapital. Dann löst er die Firma auf und beginnt als Bankier, Wohltäter und Familienvater in Middlemarch ein neues Leben.

- Der 60-Jährige Bankier geht unter der Bedingung, dass Raffle die Region verlässt, auf seine Forderung teilweise ein, doch der Erpresser kommt immer wieder mit neuen Drohungen zurück. Bulstrode fürchtet nicht so sehr den finanziellen Schaden, denn Raffles Enthüllungen sind vor Gericht schwer zu beweisen, sondern den Verlust seines Ansehens als frommer Christ und Wohltäter sowie seiner Glaubwürdigkeit seiner Familie gegenüber, wenn die Gerüchte sich verbreiten. Seine Frau weiß zwar von der ersten Ehe und der reichen Erbschaft, aber er verschwieg ihr seine illegalen Geschäfte sowie den Verrat an Sara Ladislaw. Für sich selbst hat er eine Lösung zur Gewissenberuhigung über sein Doppelleben gefunden: Er hat seine Schuld bereut, ein zweites Leben frommes Leben geführt und mit dem Geld in Gottes Sinn viele wohltätige Einrichtungen unterstützt, während es die Schauspielerin leichtfertig ausgegeben hätte.

Als Bulstrode von Raffle erfährt, dass Will Ladislaw der Enkel seiner ersten Frau ist, erzählt er ihm zur Gewissensentlastung seine Geschichte und bietet ihm als Wiedergutmachung eine großzügige jährliche Rente und einen Erbanteil an (Kap. 61). Dieser lehnt das schmutzige Geld ab. Seine unbefleckte Ehre und die seiner Familie sei ihm wichtiger.
- Dorotheas Verwandten sehen im Testament-Zusatz eine von ihrem Mann erkannte Sympathie für Ladislaw und warnen sie vor seinem Umgang mit dem armen unkonventionellen Maler und Literaten aus einer nicht gesellschaftsfähigen Familie, damit sie nicht ins Gerede kommt und ihre gute Heiratschance verdirbt. Sie sieht diese Warnung als grundlos an, verteidigt die Ehre Ladislaws, denkt nicht an eine zweite Ehe und sieht ihre Aufgabe in der Erneuerung des Gutes und der Pächterhäuser mit Hilfe Garths. Doch durch die Mahnungen beschäftigt sie sich mit Ladislaw, fragt sich, ob die Hinweise berechtigt sind und ob er sie liebt. Zuerst will sie sich ihre Zuneigung zu ihm nicht eingestehen. Noch komplizierter ist die Situation Ladislaws. Er liebt Dorothea und will sie wegen seiner Armut und der Testamentsauflagen nicht kompromittieren. Im Abschiedsgesprächen merken die beiden, dass sie einander lieben, aber Will sieht keine Zukunftsperspektiven und reist ab (Kap. 62).

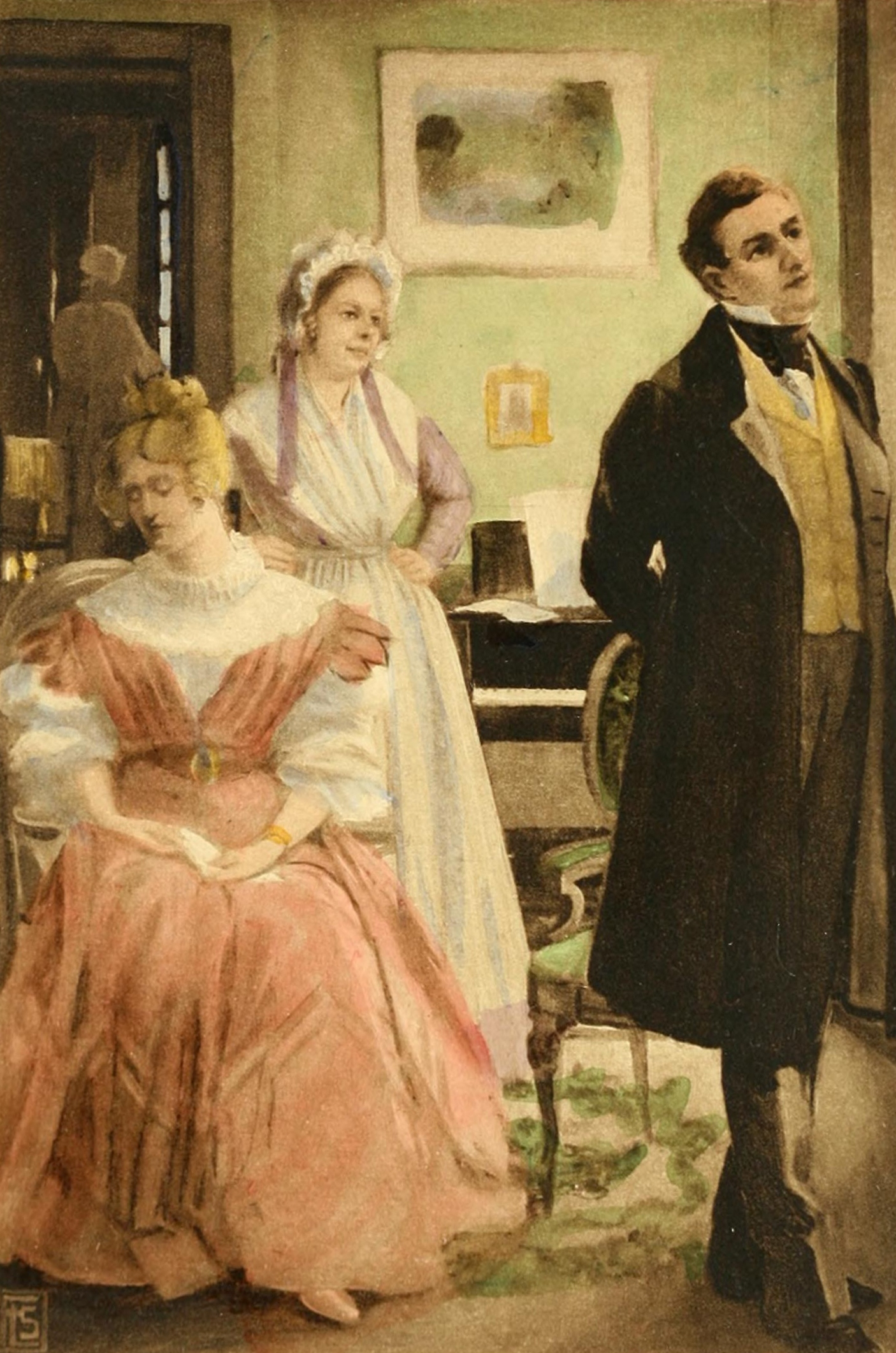
Rosamond und Tertius Lydgate im Konflikt (Illustration von 1910)

- Rosamonds und Tertius Ehe ist in einer Phase der Entfremdung. Zwar leben sie äußerlich gesellschaftlich auf hohem Niveau und Rosamond hat eine Fehlgeburt verkraftet, aber es zeigen sich zunehmend die unterschiedlichen Persönlichkeitsstrukturen und Lebenserwartungen der beiden: „Zwischen ihm und ihr bestand tatsächlich das völlige Missverständnis der geistigen Verfassung des anderen“ (Kap. 58). Verstärkt wird dies durch ihre Kommunikationsprobleme und die daraus resultierenden Missverständnisse. Während er ganz auf seine Arbeit als Arzt konzentriert ist, gefällt sie sich im gesellschaftlichen Abglanz seines Baronet-Onkels und des zukünftigen Ruhms ihres Mannes als bedeutender Mediziner. Aber er erblickt bei ihr nur eine verständnislose Oberfläche und keine tiefere Verehrung seiner selbstlosen Forschung für die Menschheit. Lydgate hat den Überblick über seine Finanzen verloren und sich immer mehr verschuldet. Die Geschäftsleute haben immer wieder die Kredite mit Zinsaufschlägen verlängert. Jetzt droht die Insolvenz. Anfang 1832 muss sich der inzwischen 29-Jährige eingestehen, dass sein Einkommen nur die Hälfte seiner Ausgaben deckt und dass er seiner ahnungslosen Frau die Wahrheit sagen und sie aus ihren Träumen reißen muss, aber er weigert sich aus seinem Ehrbegriff heraus, Freunde um Hilfe und Beratung zu bitten. Sie ist desillusioniert und wirft ihrem Mann den Bruch seiner Versprechen vor der Heirat vor. Eigensinnig besteht sie auf ihren Ansprüchen und warnt ihn vor dem Verlust seines und ihres Rufs in der Stadt, wenn sie ihren Haushalt reduzieren. Doch sie muss nachgeben und als erste Maßnahme auf ihr Silbergeschirr verzichten. In ihrer Selbstverliebtheit und Egozentrik sieht sie seine Sparmaßnahmen als Liebesverrat an, unterläuft seine Bemühungen um den Tausch des Hauses gegen ein billigeres und schreibt einen Bittbrief an seinen Onkel, allerdings ohne den gewünschten Erfolg. Dies führt zu neuen Spannungen. In seiner Verzweiflung nimmt er Opium und versucht erfolglos im Glücksspiel zu Geld zu kommen. Kurz vor seiner endgültigen Insolvenz überwindet Lydgate seinen Stolz und bittet Bulstrode um Hilfe. Der ist wegen der Enthüllungen seiner dunklen Vergangenheit selbst unter Druck, plant einen vorübergehenden Ortswechsel und die Aufgabe des Hospitals. Er weist den Arzt ab und empfiehlt ihm, er solle seine Zahlungsunfähigkeit eingestehen und so seine finanzielle Situation bereinigen (Kap. 58 und Fortsetzung im 7. Buch Kap. 64-67).
- Fred hat sich, zur Enttäuschung seiner Eltern, entschlossen, nicht Hilfspfarrer Farebrothers zu werden, sondern eine praktische Ausbildung als Landvermesser und Verwalter bei Garth zu beginnen und auf eine Ehe mit Mary zu hoffen, was deren Mutter nicht gefällt, da sie ihre Tochter gerne als Farebrothers Pfarrersfrau gesehen hätte. Für den verwöhnten Fred bedeutet die Lehre eine Begegnung mit dem harten Alltag. Er muss zuerst Hilfsdienste verrichten, lesbar abschreiben lernen, mit wenig Geld auskommen und auf sein Pferd und teure Kleidung verzichten (Kap. 57). Trotz eines kleinen Rückfalls im Spielsalon Green Dragon (Kap. 66) hält er die harte Arbeitstherapie durch.

### Siebtes BuchZwei Versuchungen
- Durch Lydgates Schulden verstrickt sich sein Schicksal mit dem Bulstrodes. Raffle hat sich schwer krank in Stone Court einquartiert (Kap. 69) und Bulstrode ruft den Arzt. Dieser schätzt den Fall als nicht lebensgefährliche Alkoholvergiftung ein, verordnet Opium in genauer Dosierung und verbietet jeglichen Alkohol. Da Bulstrode befürchtet, dass Raffle im Delirium Lydgate das Geheimnis verrät, will er sich den Arzt verpflichten, indem er ihm die für die Begleichung der Schulden erforderlichen tausend Pfund leiht (Kap. 70). Seinen plötzlichen Sinneswandel erklärt er mit der Fürsprache seiner Frau für ihre Nichte Rosamond. Zur Kontrolle seines Erpressers übernachtet Bulstrode auf seinem Gut, beobachtet den Zustand des Kranken und denkt über die Lösung seiner Probleme nach. Er hofft auf Raffles Tod. Da sich am nächsten Tag dessen Zustand gebessert hat, überträgt er der Haushälterin die Nachtwache, informiert sie jedoch nicht über die genaue Dosierung und erlaubt ihr, den Kranken mit Alkohol, wie sie meint, zu stärken. Am nächsten Tag ist Raffle gestorben und Bulstrode räumt vor Lydgates Eintreffen die Brandyflasche weg.

Sein Plan geht jedoch nicht auf. Der Händler Bambridge hat mit Raffle einige Tage vor seinem Tod auf dem Pferdemarkt in Bilkley gezecht und dieser hat ihm im Alkoholrausch Bustrodes geheime Vergangenheit erzählt (Kap. 61). Jetzt verbreitet sich in Middlemarch diese Nachricht und verbindet sich mit Raffles plötzlichem Tod und dem Kredit für den Arzt, der den Kranken behandelt hat. Bustrodes Gegner greifen sofort die Gerüchte auf und fordern von ihm deren Aufklärung. In einer Ausschusssitzung über Maßnahmen gegen Cholera-Erkrankungen kritisiert man sein religiös unduldsames Auftreten in Mittelmarch als scheinheilig und fordert ihn zum Rücktritt aus den charitativen Organisationen auf. Er weist alle Anschuldigungen zurück, erleidet dabei einen Schwächeanfall und muss, von Lydgate gestützt, den Saal verlassen. Diese Hilfe des Arztes wird wiederum von dessen Feinden als Indiz ihrer Zusammenarbeit gedeutet. Seine Freunde um Dorothea und Farebrother müssen der Stimmung gegen ihn in der Öffentlichkeit hilflos zusehen.

### Achtes BuchSonnenuntergang und Sonnenaufgang

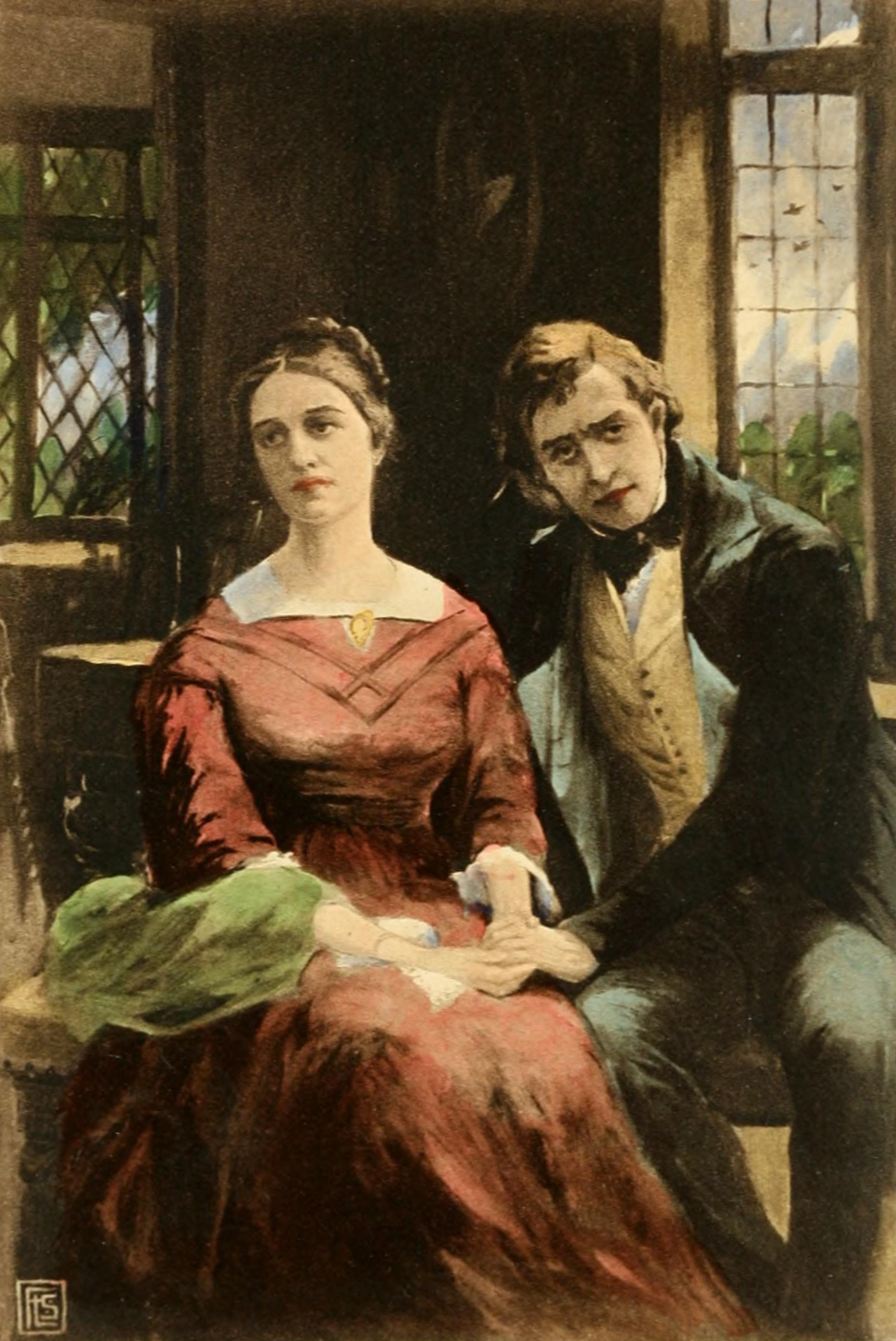
Dorothea und Will Ladislaw (Illustration von 1910)

Die Handlungen des letzten Buches stehen unter dem Eindruck der Enttarnung Bulstrodes und der Reaktionen auf die durch Rivalität und Schadenfreude verstärkten Gerüchte über die Verbrechen des Bankiers, über Lydgates und Rosamonds tiefen Fall und Will Ladislaws angeblich jüdischen Pfandhaus-Großvater (Kap. 74). Dabei überlagern sich Dorotheas und Lydgates private und beruflich-charitative Interessen. Am Ende verlassen Bulstrode und Lydgate mit ihren Frauen sowie Dorothea und Will Middlemarch.
- Dorothea ist eine der wenigen, die an Lydgates Unschuld und Integrität glaubt. Sie übernimmt seine Schulden von Bulstrode und bietet ihm an, anstelle des bisherigen Mäzens das Hospital zu finanzieren, damit der Arzt seine Behandlungsmethoden und Forschungsarbeit fortsetzen und seinen Ruf in Middlemarch wieder aufbauen kann. Doch Lydgate lehnt ab. Da es keine Beweise für seine Schuld oder Unschuld gebe, glaube er nicht daran, dass sich die Voreingenommenheit der Menschen gegen ihn ändern werde. Er müsse auf seine von der öffentlichen Stimmung abhängige Frau Rücksicht nehmen, seine Reformvorstellungen aufgeben und in London auf pragmatischer Basis einen neuen Anfang versuchen (Kap. 76).
- Nach der Zerstörung ihre Träume und der Suche nach neuen Bewunderern hat sich Rosamond in einer neuen Illusion verfangen. Sie denkt gern an das Musizieren und Flirten mit dem, wie sie annimmt, in sie verliebten Will Ladislaw. Bei seinem Besuch in ihrem Haus (Kap. 76) sucht sie seine Nähe und seinen Trost für die Enttäuschungen ihrer Ehe. Sie bittet ihn, ihren Mann zu einem Umzug zu bewegen, und malt sich ein romantisches Leben mit ihm in London aus. Ihre vertrauliche Unterredung wird durch Dorotheas Besuch unterbrochen. Dorothea zweifelt an ihrem edlen Bild von Will und dieser wird sich der Gefährdung seiner Liebe zu ihr bewusst (Kap. 78).

Dorothea klärt in einer Aussprache mit Rosamond ihre Situationen: Sie informiert sie über die Todesumstände Raffles, beteuert ihren durch alle Indizien gestützten Glauben an die Ehrenhaftigkeit Lydgates und stabilisiert damit dessen Ehe. Andererseits erfährt Dorothea von der vermeintlichen Rivalin, dass Will nur sie liebt (Kap. 81). Diese Versicherung ist die Grundlage für ihre Ehe mit Ladislaw. Sie versichern sich ihrer gegenseitigen Liebe und sie kann ihn überzeugen, dass der Verzicht auf die Erbschaft Casaubons und das Leben im bescheidenen bürgerlichen Lebensstandard in London, auch gegen den Widerstand ihrer Familie, für sie kein Opfer bedeutet (Kap. 83).
- Bulstrode erzählt seiner Frau nicht die Wahrheit über den Tod Raffles und die Herkunft des Geldes und muss weiterhin mit seinem Schuldgefühl allein zurechtkommen. Er hat Angst, ihre Liebe zu verlieren und ohne sie in der Fremde leben zu müssen. Sie geben ihre Töchter in ein Internat an der Küste. Das Gut Stone Court überträgt er seiner Frau, die es an ihren Neffen Fred zur Verwaltung weitergibt. Er hat mit Garths Unterstützung die Chance, es bei guter Wirtschaft mit der Zeit zu erwerben, und kann Mary heiraten (Kap. 86).

### Finale
- Lydgate macht in London Karriere als Arzt reicher Leute und kann Rosamond und den vier Kindern einen gehobenen Lebensstandard bieten. Er stirbt mit 50 Jahren und sie heiratet später einen älteren wohlhabenden Arzt.
- Fred und Mary leben in bescheidenem Wohlstand sorgenfrei und glücklich mit ihren drei Jungen auf ihrem Gut.
- Dorothea und Will Ladislaw engagieren sich für wohltätige Projekte. Er arbeitet im öffentlichen Dienst für Reformen und wird ins Parlament gewählt. Sie versöhnt sich wieder mit ihrer Familie und ihr Sohn erbt Brookes Besitz. Dorotheas Dasein wirkt sich v. a. auf ihre unmittelbare Umgebung aus. „Denn das Wohl der Welt hängt zum Teil von unheroischen Taten ab, und dass alles um uns nicht so schlecht steht […] verdankt sich zum Teil der Zahl jener, die gewissenhaft im Verborgenen lebten und in vergessenen Gräbern ruhen.“[11]

## Analysen

### Thema und Subtext
Im Zentrum von Middlemarch steht eine kleine Zahl von älteren sowie neu geschlossenen Ehen, in denen sich auf verschiedene Weise die materiellen Bedingungen und Erwartungen der Partner harmonisch oder konfliktreich verbinden. „In der Parallelführung einer weiblichen und einer männlichen Hauptfigur mit ähnlichen Ambitionen zeichnet Eliot inmitten ihres großen Gesellschaftsporträts auch ein Geschlechterporträt ihrer Zeit.“ Darin werden die Frauen nicht nur als „positive Figuren (…) oder als tragische Opfer gezeigt“, sondern Eliot kritisiert sehr offen, „wie die Frauen sich in dieser Eingeschränktheit eingerichtet haben.“
Aber die Beziehungsprobleme der auf ähnliche Weise idealistischen Protagonisten Dorothea Brooke und Tertius Lydgate sind nur ein Ausschnitt aus den überall aufbrechenden und zu überwindenden Hindernissen. Im ganzen Kreis der inneren Figuren beschreibt Eliot ein schicksalhaftes Scheitern als conditio humana, in dem sich Wünsche, Fähigkeiten und soziale Möglichkeiten nicht vereinbaren lassen. Diese Fehlschläge lassen die Individuen nicht zerbrechen, aber sie zwingen zu einer frustrierenden Neuorientierung. Durch diese Selbsterkenntnis und Wahrnehmung der Bedürfnisse anderer erreichen sie eine neue Freiheit des Handelns. In dieser Gesellschaft im Umbruch sind die Individuen in permanenter Veränderung, alle Figuren sind irgendwohin „unterwegs“ und beim nächsten Anfang, im Betreten von Neuland, entstehen immer auch neue Möglichkeiten – auf jeden Sonnenuntergang folgt ein Sonnenaufgang, so der Titel des achten Buches. Der Subtext des Romans ist daher Resilienz. „Dieses weitere, größere Interesse macht ihr Buch so groß und trägt es über oft simplifizierende Gesellschaftssatiren hinaus.“
Eliot deutet diese Verallgemeinerung schon im Untertitel (Eine Studie …) an, den ihre Zeitgenossen als Echo der Ideen Darwins und Hebert Spencers über die Entwicklung durch Anpassung aller Spezies im Zusammenspiel mit ihrer Umwelt interpretierten: Der Roman kann als eine „Studie über das langsame Wachstum durch Anhäufung kleiner, manchmal zufälliger Veränderungen“ gelesen werden und damit als ein Versuch, die Theorie der Entwicklung auf soziale Zusammenhänge zu übertragen. Diese kleinschrittige Dialektik von Individuen und ihren gesellschaftlichen Bedingungen veranlasste George Bernard Shaw zu seiner Middlemarch-Pointe: „Die Charaktere haben nicht mehr Eigenwillen als Billardbälle: sie werden allein durch Lebensumstände und Erbanlagen bewegt.“

### Narrative Strategien

#### Humor und Ironie
Die Fesselung der Leser über die Langstrecke dieser Erzählung gelingt Eliot durch eine Vielzahl von abwechslungsreichen Alltagsszenen und ihre narrativen Strategien, darunter in erster Linie ihre humorvolle und ironische Darstellung. Beispielsweise notiert Eliot die Bewunderung eines größeren Landbesitzes durch Familien der Provinz, die aber wohl noch größere Augen bekämen „von der großartigen Plutokratie mit ihrer noblen Veredelung vornehmer Lebensbedürfnisse.“ Oder Eliot ironisiert ihre Helden Dorothea Brooke und Tertius Lydgate, die doch beide nach kleinen Revolutionen streben, durch die folgende Bemerkung: „Vernünftige Menschen handelten, wie ihre Nachbarn handelten, sodass man irgendwelche Geistesgestörten, die ihr Unwesen trieben, erkennen und ihnen aus dem Weg gehen konnte.“ Oder sie ergänzt wenige Zeilen später, dass die „Betschwester“ Dorothea ihre dem Leben zugewandte Seite nicht gänzlich unterdrücke, indem sie das Reiten „auf heidnisch-sinnliche Weise genoss.“ Wohlgemerkt: drei Beispiele auf nur zwei einander folgenden Seiten – und genau so frisch geht es weiter. Das verursacht insbesondere für die Übersetzung zusätzliche Schwierigkeiten, den richtigen Ton zu treffen: „Die allgegenwärtige unterschwellige Ironie stellt eine besondere Herausforderung dar.“

#### Leser-Kommunikation
Mehr als hundert Mal tritt Eliot mit ihren Kommentaren aus dem narrativen Kontext hinaus und wechselt auf eine auktoriale Erzählerebene, in der die Handlung beschrieben oder kommentiert und ihre Bedeutung dann verallgemeinert wird. Typisch etwa: „Die Jüngere (Dorotheas Schwester) hatte immer ein Joch getragen; aber gibt es ein unterjochtes Geschöpf ohne eigene Meinung?“ In vielen Kommentaren spricht der Erzähler entweder über sich, über seine Figuren oder über die Welt seiner Leser, sodass die Themen des Romans wie auf einer Parlando-Bühne mit den fiktiven Lesern direkt verhandelt werden: „Erscheint es Ihnen unwahrscheinlich, dass…“ Oder: „Denken Sie etwa…“ Oder: „Wollen Sie genauer wissen, wie…“ Oder: „Haben Sie je (…) beobachtet, dass ….“ Damit tritt der Erzähler aus der narrativen Welt in die reale und wird Diskurspartner der Leser im gesellschaftlichen Reformprozess. Dieser Rollenwechsel vom Erzähler zum Erzieher steht im Kontext von Eliots Streben nach einem sozial ausgeglichenen und aufgeklärten „Zusammenhalt der Menschheit“; mit ihrer Stimme unterstützt der Erzähler die Utopie einer „Gesellschaft der Vernunft.“

#### Standpunktlogik
Eliots Lehrziel ist die Reflexion über verborgene Wünsche anderer durch den Wechsel des Standpunktes, wodurch auch die zunächst „unsympathischen“ Figuren in diesem Verfahren an Menschlichkeit gewinnen. So wird der Leser Zeuge eines Zuwachses an Erkenntnis – und kann das Verfahren vielleicht nach der letzten Seite auch in seinem eigenen Umfeld anwenden. Die Analyse nimmt den Leser mit in die Tiefe der verborgenen Motive wie zur Demonstration in einem poetischen Psychologieseminar, das die Beziehungsgeschichte gründlich von den beiden Seiten aus beleuchtet.
Eliot schreibt „von innen nach außen“ mit einem nahezu demonstrativen Desinteresse an den Details der äußeren Handlungsbedingungen. Seibt kommentiert ironisch: „An farbiger Anschaulichkeit liefert sie nur das Nötigste, am ausführlichsten bei den gesellschaftlich so aussagekräftigen Garderoben.“ Eine seltene Ausnahme ist die Allegorie der Winterlandschaft für die Kälte der Ehe zwischen Dorothea und ihrem ersten Ehemann. Dagegen untersucht sie sehr gründlich die vom Standpunkt einer Figur wesentlichen Ursachen für ihre Stimmung oder Handlungsentscheidung – fast hundert Prozent des Textes sind der Wiedergabe von Gedanken und ihrer Analyse bei den handelnden Figuren gewidmet. Anfangs noch tastend mit direkter Rede, als Gedankenbericht und innerer Monolog geführt, wird die Dramaturgie der Standpunktlogik schließlich auch in den Höhepunkten der Konflikte zwischen Dorothea und ihrem Ehemann, zwischen Lydgate und seiner Ehefrau, in der Krise der Bulstrode-Ehe und im verzögerten Happy End zwischen Dorothea und Will angewendet.

### Exkurse in die Wissenschaft
Das personale Hauptthema der Beziehungsanalyse und die allgemeine Frage der selbstgewählten menschlichen Verstrickung in Widerständen werden von Eliot durch eine Vielzahl von Kommentaren und Anspielungen zu Themen aus der Medizin, Mythologie, Theologie, Landwirtschaft, dem Kreditwesen, der Chemie, der Physik, der Zoologie und der Philosophie ergänzt. Eliots Expertise beruhte auf ihrer Tätigkeit als „Assistant Editor“, faktisch als Chefredakteurin und später Herausgeberin des liberalen Magazins The Westminster Review, für das sie regelmäßig eigene Kommentare und Essays schrieb. Außerdem hatte sie neben der Beschäftigung mit anderen kontinentalen Philosophen auch Spinoza, David Friedrich Strauß und Ludwig Feuerbach ins Englische übersetzt.
„Fast alle ersten Rezensenten störten sich an den gewichtigen wissenschaftlichen Sujets der Abschweifungen von der Handlung und warfen der Autorin vor, statt eines Romans ein halbes Sachbuch verfasst zu haben“ – aber wegen ihrer gründlichen Recherchen wurde ihr von politischer, medizinischer und juristischer Seite auch Beifall gespendet. Mit ihrem Humor und ihrer Ironie breitet Eliot „einen Kosmos des Weltwissens“ auf eine zwar anspruchsvolle, aber „äußerst unterhaltsame“ Weise aus – Virginia Woolf resümierte daher, dass „Middlemarch zu den wenigen englischen Romanen gehört, die für erwachsene Menschen geschrieben sind.“

### Struktur des Textes
Die auch in den heutigen einbändigen Ausgaben ausgewiesenen, früher acht separat gelieferten Bände erschienen mit jeweils nur etwa 150 Seiten und mit jeweils nur acht bis zwölf, zusammen 86 Kapiteln. Schon diese Struktur erfordert eine detaillierte Planung der Reihenfolge und Inhaltsvernetzung der Lieferungen und damit der Handlung. Jedem Kapitel stehen darüber hinaus von Eliot ausgewählte oder selbst verfasste Motti voran, die sich auf den jeweiligen Handlungsausschnitt oder die Bedeutung für die Gesamtaussage beziehen. Einzelne Motti, wie z. B. das des ersten oder vierten Kapitels, enthalten die die Einzelkapitel überschießenden Gesamtaussagen der Notwendigkeit eines ständigen weiblichen Bemühens um einen Beitrag zum Gemeinwohl und die Unabsehbarkeit der Verstrickung in selbst mitbeeinflusste Umstände. Auch die Überschriften der einzelnen Bücher, vormals also der Teillieferungen des Ganzen, geben schon Gliederungshinweise.
Neben der formalen Struktur wird auch in den Handlungsverläufen, auf einer Metaebene, die Einheit des Romans und damit seine Lesbarkeit begründet: „Middlemarch ist im Wesentlichen ein Roman der Parallelen,“ der Ähnlichkeiten bei Einstellungen, Motiven und Entwicklungen der Hauptfiguren. Da sind cum grano salis z. B. die Lebenswege von Dorothea und Lydgate parallel, die Forschungsziele von Lydgate und Casaubon analog, ihre Einstellung gegenüber Frauen sehr ähnlich – und die so gegensätzlichen Frauenfiguren Dorothea und Rosamund werden beide Opfer ihrer geträumten Romanzen. Die thematischen Konvergenzen bei diesen und bei anderen Figuren geben dem Roman eine „architektonische Struktur“, die auch durch Variation und Kontrast gestärkt wird. „So werden nahezu alle Figuren des Romans durch ein dichtes Geflecht von Verbindungsfäden miteinander verknüpft.“ „Die verschiedenen,  aufeinander bezogenen Einzelperspektiven verbinden sich allmählich zu einer umfassenden Gesamtschau, welche die vielschichtige Realität ungleich besser erfasst als der übliche einsträngige Erzählmodus. Man kann hierin (…) die frühe Variante eines modernen Konstruktions- und Strukturprinzips sehen.“
Eine Besonderheit des Romans ist die Einbettung der ganzen Handlung zwischen ein Präludium, eine zum Thema führende Eröffnung, und ein Finale - beides zusammen schafft einen ideellen Rahmen, der die Gesamtthematik fokussiert. In diese Zange genommen spitzt Eliot den Subtext (s. o.) zu und hebt als ihre Botschaft hervor, als Frau unbedingt nach einem „über das eigene Dasein hinausgehenden Leben[s]“ zu streben, das oft zwar das Endziel nicht erreicht, aber wenigstens einen Schritt in diese Richtung realisiert. Eliot erwähnt im Präludium das Beispiel der Teresa von Ávila, die zwar von einem heroischen Leben im Rahmen der nationalen spanischen Reconquista geträumt hatte, aber dann doch „nur“ ein Kloster reformierte. Eliot verallgemeinert schließlich das Problem (…viele Teresas…) zur „unglücklichen Verbindung einer gewissen spirituellen Größe mit schäbigen Aussichten“, die wegen den „hinderlichen Umständen“ im Ergebnis zu vielen verschiedenen „Variationen“ führen, zur Verwirklichung im Kleineren oder sogar zu einem Scheitern. In die Teresa-Legende schreibt sie im Finale das Leben aller Dorotheen ein, denen der Leser letztlich für ihr Wirken im Verborgenen dankbar sein solle.

## Entstehung und Veröffentlichung
Middlemarch entstand aus der Integration zweier separater Erzählungen, von denen die erste, Anfang 1869 begonnen, mit dem Titel „Middlemarch“ auf die Figur des jungen Arztes Lydgate fokussiert war, die zweite, gegen Ende des Jahres begonnen, auf die Figur der „Miss Brooke“. Der Effekt der Verschmelzung der beiden Stränge der Erzählung war eine Gesamtschau der englischen Gesellschaft von der kleinen, reichen, landsässigen Oberschicht über ein Spektrum der sozial differenzierten Stadtbewohner bis zu den abhängigen und zum Teil in Armut lebenden Dorfbewohnern. Das von Eliot aufgebotene Ensemble wird in der englischen Wikipedia mit 23 Figuren aufgelistet und auch diese Übersicht des „Ameisengewimmel(s) an Nebenfiguren jeglicher Art“ ist noch unvollständig. Da die Gesellschaftskreise von Stadt und Land sich aber nur selten berühren, sind die Handlungsfäden gut zu unterscheiden, was durch die sozial strikte Trennung der Milieus und eben auch die Entstehungsgeschichte des Romans erklärt werden kann.
In der Zusammenführung und der weiteren Ausgestaltung wuchs das Anfangsmaterial von mehr als 300 Seiten auf das Vierfache an, was für den Herausgeber ein wirtschaftliches Risiko bedeutete. Vom Dezember 1871 bis Dezember 1872 erschien der Roman daher als Kompromiss in acht zunächst zweimonatigen, dann monatlichen Lieferungen, ein damals übliches Verfahren bei längeren Texten. Nach dem Erfolg der acht Teile erschien die erste vierbändige gebundene Ausgabe noch 1872 und die erste einbändige Ausgabe schon 1874.

## Historischer Hintergrund

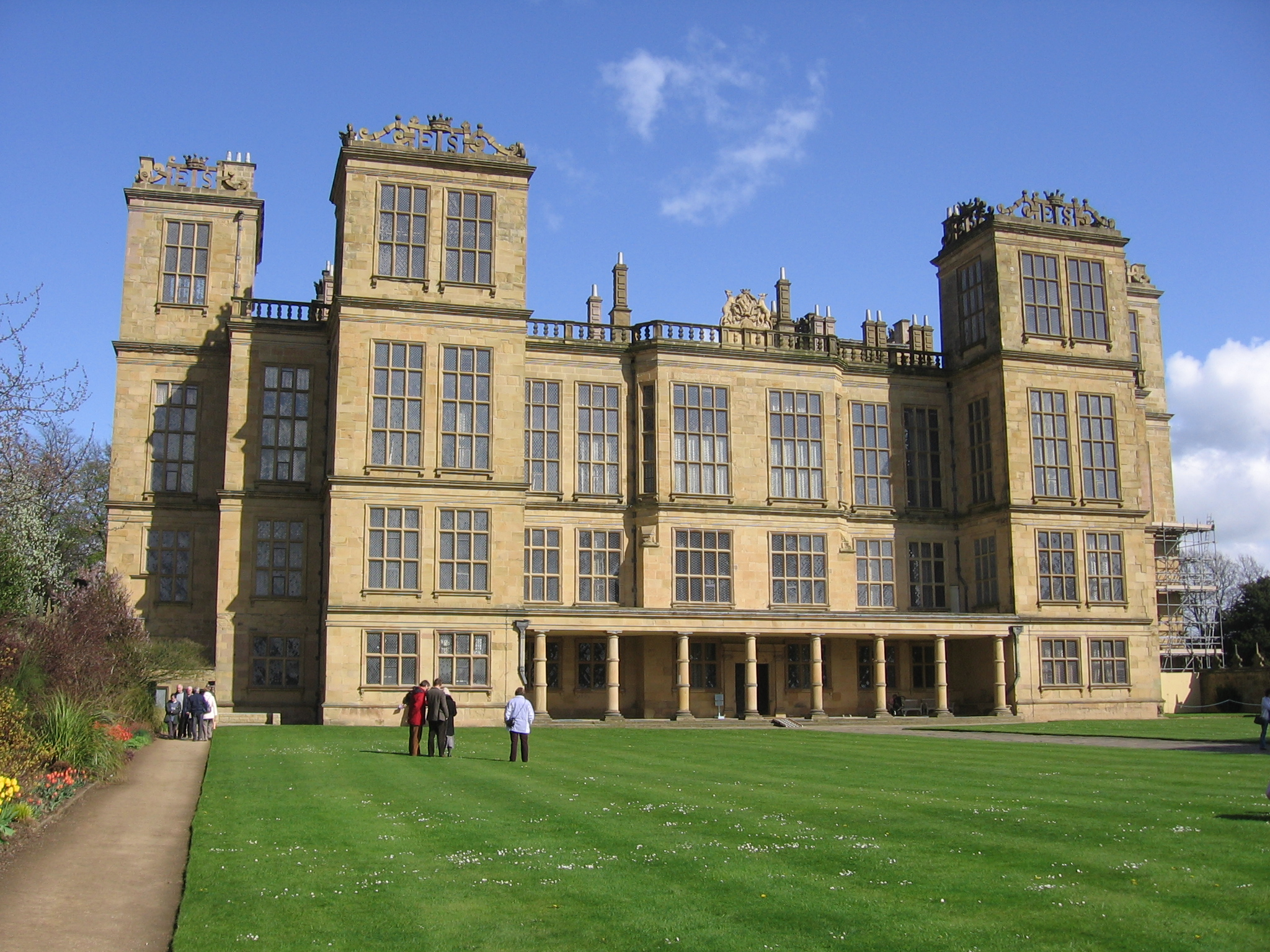
Beispiel für ein großes Herrenhaus in den Midlands (Hardwick Hall, erbaut 1590–1597)

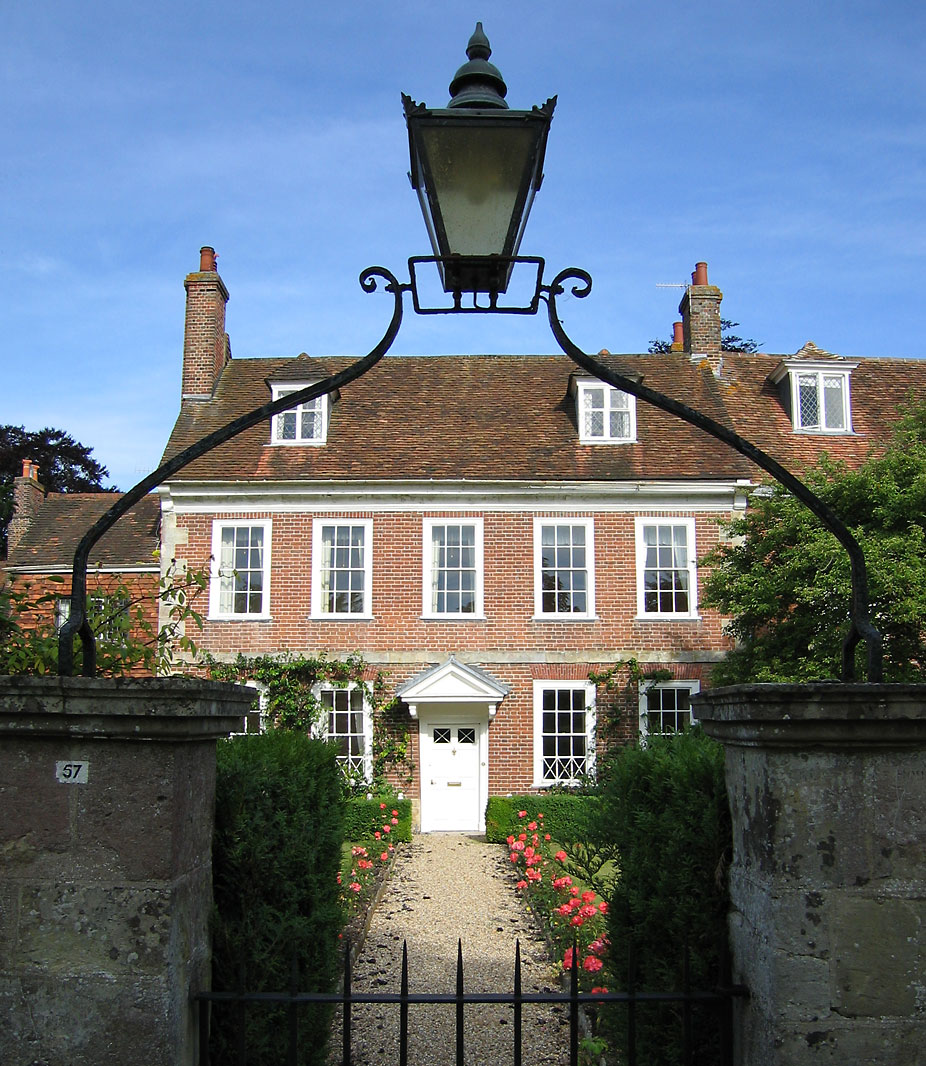
Haus im georgianischen Stil in Salisbury, Vereinigtes Königreich

Die Handlung spielt um 1830 in der fiktiven mittelenglischen Kleinstadt Middlemarch, die Züge von Eliots Heimatstadt Coventry trägt, und auf einem halben Dutzend das Städtchen umgebenden Landgütern mit den Herrenhäusern der Großgrundbesitzer, den dazu gehörenden Dörfern und Weilern, bewohnt von armen Pächtern, und den kleinen Pfarrkirchen, denen immer noch der Zehnte abzuliefern ist. In mindestens einem der Dörfer gibt es auch eine kleine Schule.
Der Mikrokosmos der Kleinstadt wird durch die Ständegesellschaft und ihre Urteile und Vorurteile bestimmt. Die meisten Protagonisten gehören entweder der vor der Stadt auf ihren Landsitzen wohnenden und sich ihres Reichtums und ihrer Herkunft bewussten Oberschicht an oder dem besitzenden städtischen Bürgertum.

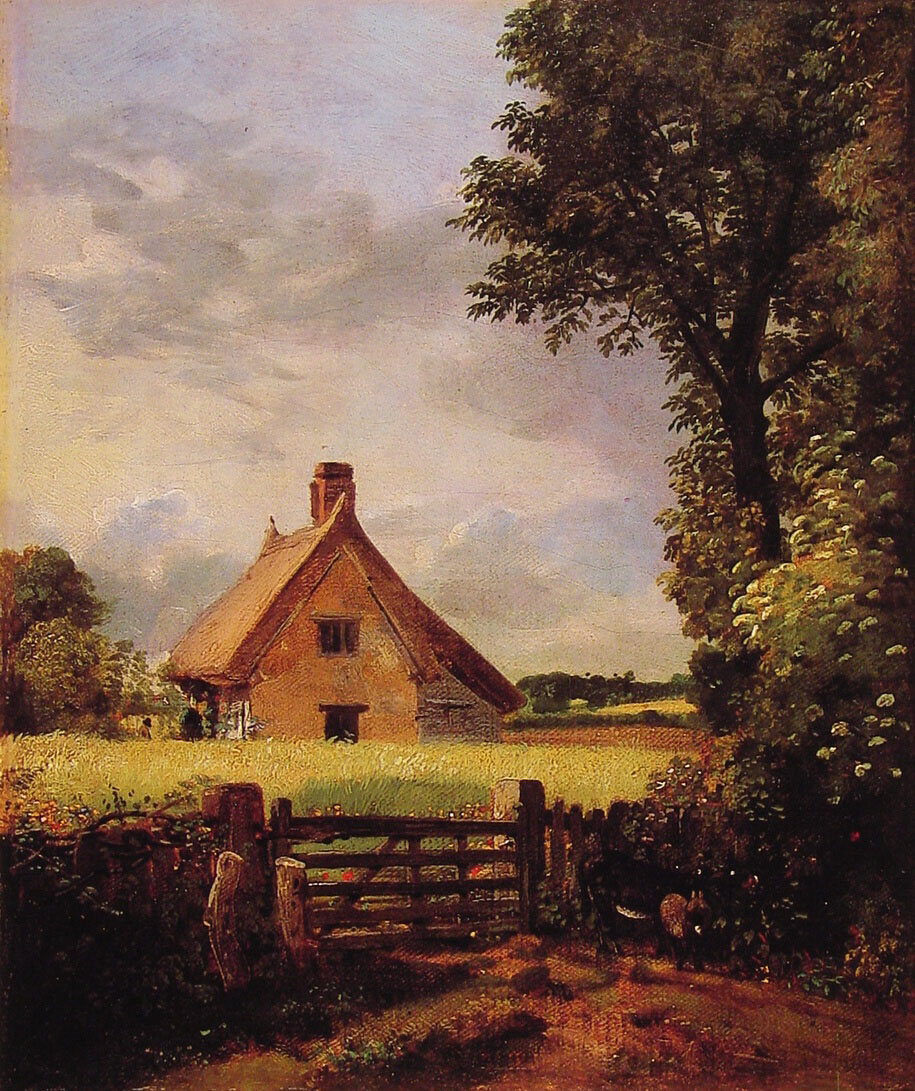
John Constable: Cottage in einem Kornfeld, 19. Jh.

Die Romanhandlung spielt zwischen September 1829 und Mai 1832. und weist auf große Veränderungen durch die Industrialisierung voraus. Vor allem die auch im Roman anklingende politische Auseinandersetzung um die Reform Act von 1832 und die Diskussionen der Gutsherren, z. B. über elektrische Experimente auf ihren Ländereien, über den Nutzen der Chemie und der Fruchtfolge für die Verbesserung der Ernten, über die Gleichberechtigung der Katholiken sowie die Auswirkungen der Eisenbahn auf die Grafschaft zeigen eine Gesellschaft im Umbruch. Auch wenn in und um Middlemarch keine mechanischen Webstühle betrieben werden, sind Maschinenstürmer ein Thema der Oberschicht. Im Unterschied zur politischen Geschichte sind Eliots Hinweise zur Sozialgeschichte in der Regel knapp und sehr verstreut. Weder der zeitnahe Börsencrash von 1825/26 noch die Handelspolitik der Gentry spielen im Roman eine Rolle.
Die junge Dorothea Brooke repräsentiert für die Autorin den Aspekt der sozialen Verantwortung. Nicht nur barmherzig das System stabilisierend, sondern mit dem Wunsch, in die Bedingungen einzugreifen und zu verändern, spricht sie immer wieder das Ziel einer sozialen Gemeinschaft an: „Wir hätten es alle verdient, mit der Peitsche aus unseren schönen Häusern vertrieben zu werden – wir alle, die wir es zulassen, dass Pächter in solchen Schweineställen leben, wie wir sie ringsum sehen“, und sie plädiert sogar für materielle „Gleichheit“. Sie sinniert über ihre Zeichnungen von Musterhäusern, mit denen sie die Wohnsituation der Bauern auf den Landgütern verbessern will, die mit bis zu zehn Personen in baufälligen Ein- oder Zweiraum-Katen leben. Als Frau und ohne einschlägige Ausbildung kann sie sich aber kaum gegen die Männer ihres Umkreises durchsetzen, die ihr wiederholt vorwerfen, keine Ahnung von politischer Ökonomie zu haben. Dorothea ist über die Bauernkaten offen für die „soziale Frage“. Sie scheint beeinflusst vom „größten Glück der größten Zahl“ (the greatest happiness of the greatest number) des liberalen Philosophen Jeremy Bentham. Aber man lässt ihr als Frau kaum Möglichkeiten der Umsetzung ihrer Ideen. Um ihre Ziele zu verwirklichen, verlässt sie mit ihrem zweiten Ehemann Will Ladislaw das Provinzstädtchen, das allen unkonventionellen Charakteren keine Perspektiven bietet.
Trotz der nur etwa 40 Jahre zwischen der Zeit der Handlung und der Veröffentlichung und trotz der Einbettung der Handlung in ein nur en passant, sehr locker getupftes sozial-historisches Tableau wird in der umfangreichen Literatur zu Middlemarch sowohl von einem „historischen“ als auch von einem „realistischen“ Roman gesprochen. Dabei widmet sich der Roman eher psychologischen Schwerpunkten und „entzieht sich ohnehin jeglicher Kategorisierung.“

## Auszeichnungen
- 2002: Aufnahme in die Liste der 100 besten Bücher der Weltliteratur, die gemeinsam von norwegischen Buchclubs und der Schwedischen Akademie zusammengestellt wurde.
- 2003: Platz 27 in der BBC-Sendung The Big Read[93]
- 2007: Platz 10 der Time Liste The 10 Greatest Books of All Time, basierend auf einer Abstimmung von 125 ausgewählten Autoren.[94]
- 2015: Platz eins der Liste Die 100 größten britischen Romane nach einer Umfrage von BBC Culture unter 81 Buchkritikern außerhalb des Vereinigten Königreichs.[95]
- 2019 Aufnahme in die BBC-Liste der 100 inspirierendsten Romane.
- 2023: 
Zeit-Bibliothek der Weltliteratur „100 Bücher, 100 Gefährten“[96]

## Rezeption
Die zeitgenössische Rezeption war ambivalent. Gelobt wurde u. a. die Charakterisierung: Die Dichterin Emily Dickinson begeisterte sich für Eliots Blick in die Geheimnisse der menschlichen Natur. Kritisiert wurden z. B. die sprachlich komplexe Darstellung, die psychologischen Analysen und der durch die gescheiterten Beziehungen einiger Protagonisten vermittelte Pessimismus. Auch die vielen sachbuchartigen Exkurse in die Gebiete Medizin, Physik, Chemie und Zoologie stießen auf Ablehnung: Shaffer berichtet, dass „einflussreiche Kritiker bemängelten, sie wisse für eine Romanautorin zu viel“.
- Thérèse Bentzon schrieb 1873 in der Revue des deux Mondes, der Roman bestände aus einer zufälligen Abfolge von unzusammenhängenden Kapiteln, Eliots Priorisierung gelte der unerbittlichen Analyse, zu kurz kämen Sensibilität, Leidenschaft und Phantasie.[99]
- Henry James Beurteilung 1873 in Galaxy ist insgesamt positiv. Zwar bemängelt auch er die weitschweifigen und zu ambitionierten wissenschaftlichen Passagen, lobt jedoch Middlemarch als Schatzkammer der Details und als großartige Leistung. Das Werk setze „der Entwicklung des altmodischen englischen Romans eine Grenze“ und sei trotz der Schwächen „ein erstrangiger Beitrag zu der reichen Abteilung der Phantasie in unserer Literatur“.[100][101]
- Friedrich Spielhagen ging noch einen Schritt weiter. Er erkannte Eliots Werk als einen der „bedeutendsten englischen Romane der Neuzeit“, kritisierte jedoch die Unübersichtlichkeit der Romanhandlung.[102]

Im Unterschied zu den zeitgenössischen Rezensionen wird, wie die „schier unübersehbare Sekundärliteratur“, die Listen der Auszeichnungen und die zahlreichen Adaptionen zeigen, Eliots Middlemarch heute zu den bedeutendsten Romanen der Weltliteratur gezählt:
- Für Kämmerlings (2019) z. B. gilt der Roman „als Meilenstein der englischen Literaturgeschichte.“[105]
- Für den Literaturkritiker des Wall Street Journals Sam Sacks, ist Middlemarch der großartigste psychologische Roman, der jemals in englischer Sprache geschrieben wurde.[106]
- Der Kritiker George Scialabba wertet den letzten Satz des Romans als den bewegendsten der britischen Literaturgeschichte:[107] „Doch die Wirkung ihres [Dorothea Brookes] Daseins auf ihre unmittelbare Umgebung war unberechenbar vielfältig, denn das Wohl der Welt hängt zum Teil von unheroischen Taten ab, und dass alles nicht so schlecht steht, wie es könnte, verdankt sich zum Teil der Zahl jener, die gewissenhaft im Verborgenen lebten und in vergessenen Gräbern ruhen.“[108]
- Die Kritikerinnen  Insa Wilke und E.S. Shaffer betonen die Aktualität des Romans: „Hier schreibt eine Frau unserer Zeit“.[109] „George Eliot beschreibt das Leben in der Provinz – aber es beschreibt auch unseres.“[110]

## Adaptionen

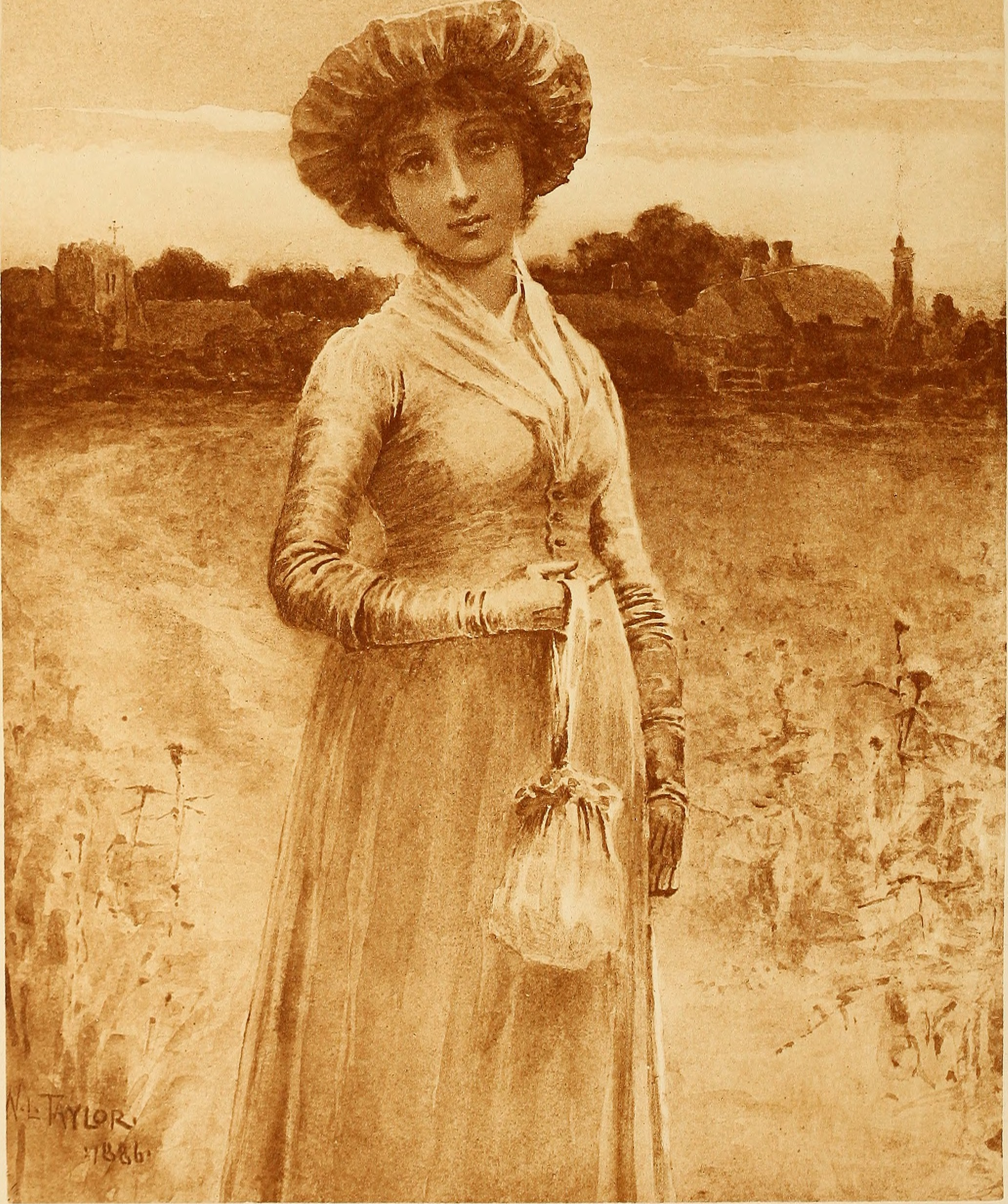
William Ladd Taylor: Celia

### Lesungen
- von Maureen O’Brien,[111] Erica Collins,[112] Geoffrey Giuliano[113] und LibriVox-Freiwilligen[114]

### Hörspiel
- BBC Radio, 12 Folgen, Bearbeitung: Katie Hims. Regie: Tracey Neale & Jessica Dromgoole[115]

### Illustrationen
- William Ladd Taylor und Frederick Dielman[116]
- Claude Allin Shepperson[117]
- Pierre Mornet[118]
- Keren Katz[119]

### TV-Serien
- 1968: BBC, TV-Miniserie. Michael Voysey (Drehbuch), Joan Craft (Regie), Michele Dotrice (Hauptrolle).[120]
- 1994: BBC, sechsteilige Fernsehserie. Regie: Anthony Page, Drehbuch: Andrew Davies. Hauptdarsteller: Juliet Aubrey (Dorothea), Rufus Sewell (Will), Robert Hardy (Arthur Brooke), Douglas Hodge (Dr. Lydgate), Michael Hordern (Peter Featherstone) und Patrick Malahide (Rev. Edward Casaubon).[121]

### Theaterbearbeitungen
- 2013: Produktion des Orange Tree Theatre Repertory. Bearbeitung der drei Stücke (Dorothea’s Story, The Doctor’s Story und Fred & Mary) und Regie: Geoffrey Beevers.[122]
- 2015: Die Oper Middlemarch in Spring von Allen Shearer nach einem Libretto von Claudia Stevens für sechs Personen konzentriert sich auf die Geschichte von Dorothea Brooke. Uraufführung: 2015 in San Francisco.[123]
- 2017: Middlemarch, The Series, auf YouTube als Videoblog ausgestrahlt.[124] Der Text für den Song How Soon Is Now? von The Smiths stammt aus Middlemarch („I am the son and heir, of nothing particular“).
- April 2022: Dash Arts-Produktion: The Great Middlemarch Mystery, ein immersives Theatererlebnis, wurde an drei Orten in Coventry, darunter Drapers Hall, aufgeführt.[125]

## Ausgaben
- George Eliot, Middlemarch. Hrsg. von David Carroll. Mit einer Einführung von Felicia Bonaparte, Oxford University Press, Oxford, 1998, ISBN 0-19-283402-9.
- George Eliot, Middlemarch. An Authoritative Text. Backgrounds. Criticism. Hrsg. von Bert G. Hornback, Norton Critical Edition, Norton&Company: New York/London 2000, ISBN 0-393-97452-9 (hier zitiert als Hornback, Middlemarch)

### Deutsche Übersetzungen
- George Eliot, Middlemarch. Übersetzt von Emil Lehmann, Verlag von Franz Duncker, Berlin, 1872/73.
- George Eliot, Middlemarch, eine Studie des Provinzlebens. Aus dem Englischen übersetzt von Ilse Leisi, Nachwort von Max Wildi. Manesse Verlag, Zürich 1962. ISBN 3-7175-8002-7.
- George Eliot, Middlemarch. Eine Studie über das Leben in der Provinz. Übersetzt von Irmgard Nickel, Dieterich’sche Verlagsbuchhandlung, Leipzig, 1979.
- George Eliot, Middlemarch. Eine Studie über das Leben in der Provinz. Aus dem Englischen übersetzt, mit Anmerkungen und einem Nachwort von Rainer Zerbst. Reclam-Verlag, Stuttgart 1985, ISBN 3-15-028080-X.
- George Eliot, Middlemarch. Eine Studie über das Leben in der Provinz. Roman. Herausgegeben und aus dem Englischen übersetzt von Melanie Walz. Rowohlt Verlag, Hamburg 2019, ISBN 978-3-498-04537-1 (hier zitiert als Rowohlt-Ausgabe)
- George Eliot, Middlemarch. Eine Studie über das Leben in der Provinz. Roman. Aus dem Englischen übersetzt, mit Anmerkungen und einem Nachwort von Rainer Zerbst. Mit einem Vorwort von Elisabeth Bronfen, München: dtv 2019, 3. Auflage 2020, vollständig neu bearbeitete Ausgabe ISBN 978-3-423-28193-5 (hier zitiert als dtv-Ausgabe)

Für ihre Übersetzung des Romans Middlemarch von George Eliot wurde Walz 2020 für den Preis der Leipziger Buchmesse nominiert. Der Vergleich der älteren Übersetzung von Leisi mit denen von Walz und Zerbst fällt in Rosches Untersuchung (s. Weblink) zum Vorteil für Walz aus, aber die große Leistung aller Übersetzer wird, auch von anderen Rezensenten (siehe Weblinks zu Ehlert, Gutsch, Hummitzsch, Kämmerlings, von Koppenfels, Schmitter, Seibt und Rosche) gelobt. Am Ende komme es aber gar nicht so sehr darauf an, welche Übersetzung man in „die Hand nimmt. Hauptsache, man liest es – dieses Meisterwerk von einem Roman.“ (Ehlert) Dadurch könnte sich der Zustand ändern, dass die meisten Bücher Eliots „den Weg nach Deutschland nie so recht gefunden haben.“